# Departamento de Caseros
Departamento de Caseros är en kommun i Argentina.   Den ligger i provinsen Santa Fe, i den centrala delen av landet, 300 km nordväst om huvudstaden Buenos Aires. Antalet invånare är 79 096. Arean är 3 449 kvadratkilometer.
Terrängen i Departamento de Caseros är platt.
Trakten runt Departamento de Caseros består till största delen av jordbruksmark. Runt Departamento de Caseros är det ganska glesbefolkat, med 25 invånare per kvadratkilometer.